# Шинкарук, Владимир Иванович
Владимир Иванович Шинкарук (укр. Володимир Іванович Шинкарук ; 28 июля 1943, с. Ступник Винницкой области, УССР — 20 мая 1993, Запорожье) — украинский и советский актёр, театральный режиссёр, народный артист Украины (1993).

## Биография
В 10-летнем возрасте оставлся сиротой, воспитывался в семье родственников.
Окончил Харьковский институт искусств. Два года работал в Харьковском академическом драмтеатре имени Пушкина. С 1972 года — актёр Запорожского областного украинского музыкально-драматического театра.
Разноплановый актёр, которому одинаково хорошо удавались как драматические, так и комедийные роли. На сцене театра сыграл около сотни различных ролей, впоследствии был режиссёром постановок.
Был женат на Нине Шинкарук, народной артистке Украины.
Долгое время болел, перенёс две сложные операции в Киеве. Умер от саркомы. 
Похоронен на Первомайском (Южном) кладбище в Космическом микрорайоне Запорожья.

## Избранные роли
- Агеев — «Здравствуй, Крымов!» Р. Назарова
- Герострат — «Забыть Герострата» Г. Горина
- Збышко — «Мораль госпожи Дульской» Г. Запольской
- Стратилет — «Зачарований вітряк» по М. Стельмаху
- Прохор — «Васса Железнова» М. Горького
- Фабиано Фабиани — «Мария Тюдор» по В. Гюго
- Незнамов — «Без вины виноватые» А. Островского
- Филимонов — «Аморальная история» Э. Брагинского, Э. Рязанова
- Лопуцковский — «Шельменко-денщик» [[Квитка-Основьяненко, Григорий Фёдорович|Г. Квитки-{{Основьяненко]]
- Борис Марголин — «Шолом-Алейхема, 40» А. Ставицкого
- Клавдий — «Гамлет» В. Шекспира
- Шорохов — «Змеелов» Л. Карелина
- Рязанов — «Дети Арбата» А. Рыбакова
- Буштец — «Рядовые» А. Дударева
- Аристарх — «Энергичные люди» В. Шукшина
- Арбенин — «Маскарад» М. Лермонтова

## Режиссёрские работы
- «Маскарад» М. Лермонтова,
- «Любовь под вязами» Ю. О’Нила,
- «Душі натхненна ліра» по Т. Шевченко,
- «Рождественская ночь – любви ночь»,
- «Круиз «Надежда»,
- «Новые расследования Шерлока Холмса» по собственным сценариям.